# Junonia lima
Junonia lima är en fjärilsart som beskrevs av Forbes 1928. Junonia lima ingår i släktet Junonia och familjen praktfjärilar. Inga underarter finns listade i Catalogue of Life.